# Пудов Борис Миколайович
Бори́с Микола́йович Пудо́в (нар. 12 листопада 1951, с. Целіна, Ростовська область, Росія) — український політик. Народний депутат України. Полковник. Голова Київської міської організації Товариства Сприяння Оборони України.

## Освіта
У 1973 році закінчив Ленінградське вище військово-топографичічне командне училище, а у 1986 — Військово-політичну академію імені Володимира Ілліча Леніна.

## Кар'єра
- З 1973 до 1995 — проходив службу на офіцерських посадах в Збройних Силах Радянського Союзу та України.
- 1990 — заступник Голови Київської міської організації ДТСААФ України.
- 1991 — обраний на позачерговому Пленумі Київського міського комітету Головою Київської міської організації ДТСААФ.
- 1995 — голова Київської міської організації ТСО України.

## Парламентська діяльність
Народний депутат України 6-го скликання з 23 листопада 2007 до 12 грудня 2012 від «Блоку Юлії Тимошенко», № 116 в списку. На час виборів: голова Київської міської організації Товариства сприяння обороні України, безпартійний. Член фракції «Блок Юлії Тимошенко» (з 23 листопада 2007). Секретар Комітету з питань будівництва, містобудування і житлово-комунального господарства та регіональної політики (з 26 грудня 2007).

## Нагороди, державні ранги
У 2004 році указом Президента України присвоєно почесне звання «Заслужений працівник фізичної культури і спорту України».